# Relazioni bilaterali tra Eritrea e Italia
Le relazioni bilaterali tra Eritrea e Italia sono le relazioni ufficiali tra l'Italia e l'Eritrea. L'Eritrea ha un'ambasciata a Roma e l'Italia ha un'ambasciata ad Asmara.

## Storia
L'Italia prese il controllo dell'Eritrea tra il 1869 (Contratto di acquisto della Baia di Assab) ed il 1890 (occupazione pacifica di Asmara). La Colonia eritrea venne ufficialmente proclamata il 01 gennaio 1890. Sotto il dominio italiano, l'Eritrea aveva assistito a uno sviluppo significativo e prosperava grazie ai benefici dei colonizzatori italiani. Per la maggior parte, gli eritrei e gli italiani, condividono un mutuo rapporto di amicizia , anche se a volte con diffidenza. La fine della seconda guerra mondiale, tuttavia, aveva spinto l'Italia fuori dall'Eritrea e da allora il loro legame era stato perso. Tuttavia, l'Italia mantiene una forte influenza sulla politica eritrea dal 1948.
Asmara, ora capitale dell'Eritrea, un tempo era conosciuta come "Piccola Roma", era una delle destinazioni più famose sia per i nativi eritrei che per i colonizzatori italiani. La città conserva ancora molte architetture italiane..
Nel decennio di occupazione britannica dell'Eritrea (1941 - 1950) molti italiani furono costretti a fuggire in Italia o altrove a causa degli attentati dei ribelli Shifta, armati e protetti dagli occupanti. In questo periodo si decise la sorte della ex colonia. I britannici volevano disgregare la colonia tra il Sudan britannico e l'Etiopia.
Alla fine della guerra si creò il Comitato Rappresentativo degli Italiani d'Eritrea (CRIE), diretto dal dottore Vincenzo Di Meglio e nacquero l'Associazione Italo-Eritrei e l'Associazione degli Àscari veterani. Tutti questi movimenti sostenevano la causa dell'indipendenza eritrea.
Nel settembre 1947 nacque il Partito Eritreo pro-Italia (Shara Italia) che sosteneva la causa della Amministrazione fiduciaria affidata all'Italia (come sarebbe avvenuto per la Somalia). Il progetto non fu coronato da successo per il decisivo voto contrario di Haiti nel Consiglio di Sicurezza delle Nazioni Unite. Tuttavia fu scongiurata la spartizione dell'Eritrea.
Quando l'Eritrea ottenne l'indipendenza dall'Etiopia, l'Italia fu una delle prime nazioni al mondo a riconoscere l'Eritrea come uno stato indipendente..
Italia ed Eritrea intrattengono da sempre relazioni diplomatiche con ambasciate nelle rispettive capitali. L'Eritrea ha anche un consolato a Milano, dove si rilasciano visti di ingresso.
Oggi, i rifugiati eritrei in fuga dall'isolamento politico ed economico del Paese si sono spesso stabiliti in Italia e molti sono ben accolti dai locali italiani, anche se non senza diffidenza e ostilità.
La scuola italiana di Asmara è la più grande ed importante tra le scuole italiane all'estero, con personale proveniente dall'Italia. L'Italia cura la conservazione dei cimiteri di guerra italiani ad Asmara e Cheren.
Il Ministero degli esteri italiano, in accordo col governo dell'Eritrea, promuove programmi di sostegno economico all'infanzia in Eritrea, per prevenire l'emigrazione irregolare verso l'Italia.